# فانكولم (منار)
فانكولم، منار (بالإنجليزية: Vannakulam, Mannar)‏ هي منطقة سكنية تقع في سريلانكا في المقاطعة الشمالية.